# Île Denman
Pour les articles homonymes, voir Denman.
L'île Denman est une des îles Gulf. Elle fait partie du district régional de Comox Valley en Colombie-Britannique.

## Toponymie
Elle a été nommée en 1864 par George Henry Richards en l'honneur de l'amiral Joseph Denman qui commanda la station du Pacifique de 1864 à 1866

## Histoire
Des vestiges ont démontré que l'habitat de l'île est fort ancien. 
Elle a été découverte et cartographiée en 1791 par le navire espagnol Santa Saturnina (en) sous le commandement de Juan Carrasco et de José María Narváez.